# Бањи ди Табијано (Парма)
Бањи ди Табијано је насеље у Италији у округу Парма, региону Емилија-Ромања.
Према процени из 2011. у насељу је живело 625 становника. Насеље се налази на надморској висини од 142 м.